# Église Saint-Michel d'Erdevik
Pour les articles homonymes, voir Église Saint-Michel.
L'église Saint-Michel d'Erdevik (en serbe cyrillique : Римокатоличка црква Светог Михајла у Ердевику ; en serbe latin : Rimokatolička crkva Svetog Mihajla u Erdeviku) est une église catholique située à Erdevik en Serbie, dans la municipalité de Šid et dans la province de Voïvodine. Construite en 1890, elle est inscrite sur la liste des monuments culturels de grande importance de la république de Serbie (identifiant no SK 1352). Église paroissiale, elle relève du diocèse de Syrmie.

## Présentation
L'église Saint-Michel a été construite en 1890 dans un style néogothique. Orientée nord-sud, elle est constituée d'une nef unique prolongée par une abside polygonale. L'intérieur est divisé en trois travées dotées de voûtes à croisée d'ogives. Les fenêtres, dotées de vitraux, accentuent l'impression de monumentalité de l'intérieur. Des contreforts soutiennent l'édifice à l'ouest, à l'est et au nord. L'entrée principale, flanquée de colonnes, est surmontée d'un tympan ; le clocher, sur plusieurs étages, est notamment décoré d'arcatures aveugles.